# Best Player, que le meilleur gagne
Pour plus de détails, voir Fiche technique et Distribution.
Best Player, que le meilleur gagne (Best Player) est un téléfilm américain réalisé par Damon Santostefano, sorti en 2011.
Il réunit Jerry Trainor et Jennette McCurdy de la série de Nickelodeon iCarly.

## Fiche technique
- Titre : Best Player, que le meilleur gagne
- Titre original : Best Player
- Réalisation : Damon Santostefano
- Scénario : Richard Amberg
- Musique : Adam Cohen
- Photographie : Jon Joffin
- Montage : Tony Lombardo
- Production : Scott McAboy
- Société de production : Pacific Bay Entertainment Canada, Best Player Productions, Lion Share Productions, Nickelodeon Network
- Société de distribution : Nickelodeon Movies
- Pays :  États-Unis
- Genre : Comédie
- Durée : 83 minutes
- Première diffusion : 
  -  États-Unis : 21 mars 2011

## Distribution
- Jerry Trainor (VF : Philippe Roullier) : Quincy
- Jennette McCurdy (VF : Marie Giraudon) : Chris « Prodigy » Saunders
- Amir Talai : Wendell
- Janet Varney : Tracy Saunders
- Nick Benson : Sheldon
- Jean-Luc Bilodeau : Ash
- Gabrielle Rose : Mme. Johnson
- Malcolm Stewart : M. Johnson
- Julia Maxwell : Cindy
- Jesse Wheeler : Bob
- Lissa Neptuno : Jenny
- Kevin O'Grady : principal Cooper
- Colin Foo : le vieux Bobby
- Dan Joffre : M. Ingleby
- Calum Worthy : Zastrow
- Osric Chau :  l'ami d'Ash
- Dejan Loyola : Eviscer8r
- Jan Bos : l'arbitre de la compétition
- Rekha Sharma : Brenda
- Kevin Michael Richardson : le présentateur de jeu vidéo Black Hole